# Allotaius spariformis
Allotaius spariformis  — вид окунеподібних риб родини Спарових. Вид зустрічається на південному заході Тихого океану біля берегів австралійського штату Квінсленд та островів Кука та в Арафурському морі.